# Bulbophyllum radicans
Bulbophyllum radicans là một loài phong lan thuộc chi Bulbophyllum.